# Gymnoscelis nigrescens
Gymnoscelis nigrescens är en fjärilsart som beskrevs av W. Warren 1898. Gymnoscelis nigrescens ingår i släktet Gymnoscelis och familjen mätare. Inga underarter finns listade i Catalogue of Life.